# Longe ou Perto
"Longe ou Perto" é o 1º DVD ao vivo da cantora Marina Elali. O DVD que foi gravado entre 2007 e 2009. O DVD foi lançado no final de setembro, precisamente no dia 21 de setembro.
O registro contra com uma gravação no estádio Machadão em Natal e também no Theatro Rival no Rio de Janeiro.
O maior sucesso do álbum é a faixa inédita Lost Inside Your Heart, dueto com Jon Secada. Esta canção foi incluída na nova novela das 21h da Globo: Viver a Vida.

## Tracklist

### Faixas do DVD
1. Introdução
2. Mulheres Gostam
3. Oração
4. Conselhos
5. Talvez
6. Eu Vou Seguir
7. Me Faça Mais Feliz
8. Lovin'you
9. Vem Dançar
10. Lost Inside Your Heart - dueto com Jon Secada
11. Longe ou Perto
12. Você
13. Atrás da Porta
14. All She Wants - O Xote das Meninas - Part. Dominguinhos
15. Me Tira do Ar
16. Eu Preciso Te Esquecer
17. One Last Cry
18. One Last Cry - Remix
19. Amor Perfeito

Bônus
1. All She Wants - O Xote das Meninas - Remix (clipe) [Bônus]
2. Estoy Enamorado - Com Capim Cubano
3. À Francesa (clipe) [Bonus]
4. Eu Vou Seguir (clipe) [Bônus]

Documentário: Marina Elali [Bônus] - Se Uma Estrela Aparecer

Especial: Um Dia e Meio Com Marina Elali [Bônus] - Pout Pourri de Hits
 
Agradecimentos [Bônus] - Happy

### Faixas do CD
1. Mulheres Gostam
2. Oração
3. One Last Cry
4. Conselhos
5. Longe ou Perto
6. Me Faça Mais Feliz
7. Eu vou Seguir
8. All She Wants - O Xote das Meninas - Part. Dominguinhos
9. Amor Perfeito
10. One Last Cry - remix
11. Lost Inside Your Heart - dueto com Jon Secada
12. Happy

## Single oficial
- Lost Inside Your Heart - dueto com Jon Secada

## Singles promocionais
- Vem Dançar
- Conselhos
- Talvez
- Happy
- Atrás da Porta

### Desempenho nas tabelas musicais
| Tabelas musicais       | Melhor posição |
| ---------------------- | -------------- |
| Brasil - Parada de CDs | 9              |
| Brasil (ABPD)          | 7              |

### Vendas
| País   | Vendas    |
| ------ | --------- |
| Brasil | 45.000 CD |

| País   | Vendas     |
| ------ | ---------- |
| Brasil | 50.000 DVD |

## Vendas
O DVD estreou na posição #11 do Hot Brasil na categoria Top 20 DVD, o que fez contabilizar mais de 15 mil cópias vendidas. Nas 2 semanas seguintes subiu para #8 e nas quarta semana subiu para #7, somando mais de 35 mil cópias.
Até agora, o DVD ficou 12 semanas na parada de DVD's mais vendidos, se tornando um DVD bem sucedido. O DVD e o CD juntos somam mais de 100.000 cópias vendidas.